# Thomea newtoni
Thomea newtoni es una especie de molusco gasterópodo terrestre de la familia Subulinidae en el orden de los Stylommatophora.

## Distribución geográfica
Es endémica de Santo Tomé y Príncipe.